# Self Control (chanson)
Pour les articles homonymes, voir Self control.
Singles de Raf
Change Your Mind
(1984)
Self Control est une chanson du chanteur italien Raffaele Riefoli, alias Raf, de style italo-disco sortie en 1984, en anglais, coécrite avec Giancarlo Bigazzi et Steve Piccolo. La chanson a été enregistrée la même année avec les mêmes paroles par la chanteuse américaine Laura Branigan, parue sur l'album du même nom Self Control. La version de Raffaele Riefoli a atteint la première position en Italie le 23 juin 1984 ; la version de Branigan a atteint la première position en Allemagne le 25 juin 1984. La version de Branigan était la chanson la plus populaire à travers l'Europe pendant une grande partie de l'été et fut la chanson de l'année en Suisse. En France, elle a atteint la première place du classement musical selon l'IFOP, le 5 août 1984. Branigan a culminé la 4e place au Billboard Hot 100 le 30 juin 1984.
La chanson a été enregistrée par des dizaines d'artistes du monde entier dans les années qui ont suivi, y compris notamment le chanteur portoricain Ricky Martin en 1993, deux versions enregistrées par Sheila (une version française et une version anglaise avec le texte original de Raf) en 1999 sur son album intitulé : "Dense", un remake de danse par Branigan en 2004 et deux versions en 2006 qui se sont classées au Top 5 dans divers pays européens, par le groupe danois Infernal et par la chanteuse espagnole Soraya Arnelas.

## Version de Raf
Self Control est le premier single de la carrière de Raf. La version de Raf contient une partie supplémentaire rappée.

### Liste des titres
45 tours
1. Self Control (Part One) - 4:21
2. Self Control (Part Two) - 4:03

Maxi 45 tours
1. Self Control - 6:08
2. Running Away - 5:40

### Classements
| Classement (1984)            | Meilleure position |
| ---------------------------- | ------------------ |
| Allemagne (Media Control AG) | 2                  |
| Autriche (Ö3 Austria Top 40) | 7                  |
| France (IFOP)                | 2                  |
| Italie (FIMI)                | 1                  |
| Suisse (Schweizer Hitparade) | 1                  |

## Version de Laura Branigan
Singles de Laura Branigan
How Am I Supposed to Live Without You
(1983) The Lucky One
(1984)

### Histoire
Le premier succès majeur de Branigan a également été coécrit par Giancarlo Bigazzi. Gloria fut une chanson anglaise écrite sur une chanson italienne en 1979 enregistrée par Umberto Tozzi. L'année suivante, Branigan enregistra une autre nouvelle chanson en anglais, écrite sur une chanson de Tozzi et Bigazzi, Mama, piste issue de l'album Branigan 2 sorti en 1983. Branigan a choisi deux chansons de plus en italien pour son troisième album : le premier, Ti Amo, avec de nouvelles paroles par Diane Warren au cours d'une chanson écrite à l'origine par Tozzi et Bigazzi d'un single pour Tozzi en 1977 ; l'autre deviendrait le titre de l'album et le plus grand succès international de Branigan. Self Control est la seule des quatre chansons italiennes enregistrées par Branigan qui avait été écrite avec des paroles en anglais, et Branigan a choisi d'enregistrer la chanson comme telle.
L'enregistrement de Branigan a été arrangé par le protégé de Giorgio Moroder, Harold Faltermeyer, avec Robbie Buchanan et produit par Buchanan avec Jack White en Allemagne et à Los Angeles. La mélodie du synthétiseur dans la version Raffaele Riefoli a été changée en un riff de guitare pour la version de Branigan et une pause vocale de la version de Raffaele Riefoli a été reprise et associée à un élément percutant plus précis et répété.

### Liste des titres
| A. | Self Control    | 4:08 |
| B. | Silent Partners | 3:58 |

| A1. | Self Control (Vocal / Extended Version) | 5:00 |
| A2. | Self Control (Vocal)                    | 4:04 |
| B.  | Silent Partners (Vocal)                 | 4:02 |

| A1. | Self Control  |  |
| A2. | Breaking Out  |  |
| B1. | The Lucky One |  |
| B2. | Take Me       |  |

### Performance dans les hit-parades
| Classement (1984)                      | Meilleure position |
| -------------------------------------- | ------------------ |
| Afrique du Sud (Radio Springbok)       | 1                  |
| Allemagne (Media Control AG)           | 1                  |
| Australie (Kent Music Report)          | 3                  |
| Autriche (Ö3 Austria Top 40)           | 1                  |
| Belgique (Flandre Ultratop 50 Singles) | 3                  |
| Belgique (Flandre VRT Top 30)          | 3                  |
| Canada (CHUM)                          | 6                  |
| Canada (RPM 100 Singles)               | 1                  |
| Canada (RPM Adult Contemporary)        | 1                  |
| Espagne (AFYVE)                        | 24                 |
| États-Unis (Billboard Hot 100)         | 4                  |
| États-Unis (Cash Box)                  | 5                  |
| États-Unis (Hot Adult Contemporary)    | 5                  |
| États-Unis (Hot Dance Club Play)       | 2                  |
| Europe (Eurochart Hot 100)             | 1                  |
| France (SNEP)                          | 2                  |
| Irlande (IRMA)                         | 2                  |
| Italie (FIMI)                          | 29                 |
| Norvège (VG-lista)                     | 2                  |
| Nouvelle-Zélande (RMNZ)                | 26                 |
| Pays-Bas (Nederlandse Top 40)          | 7                  |
| Pays-Bas (Single Top 100)              | 10                 |
| Pologne (Classements Singles)          | 2                  |
| Royaume-Uni (UK Singles Chart)         | 5                  |
| Suède (Sverigetopplistan)              | 1                  |
| Suisse (Schweizer Hitparade)           | 1                  |

| Classement (1984)                | Position |
| -------------------------------- | -------- |
| Afrique du Sud (Radio Springbok) | 5        |
| Allemagne (Media Control AG)     | 1        |
| Autriche (Ö3 Austria Top 40)     | 5        |
| Canada (RPM Top 100 Singles)     | 15       |
| États-Unis (Billboard Hot 100)   | 20       |
| États-Unis (Cash Box)            | 51       |
| Europe (Eurochart Hot 100)       | 3        |
| France (Single Top 100)          | 4        |
| Pays-Bas (Nederlandse Top 40)    | 54       |
| Pays-Bas (Single Top 100)        | 92       |
| Suisse (Schweizer Hitparade)     | 1        |

| Pays              | Certification | Date         | Ventes  |
| ----------------- | ------------- | ------------ | ------- |
| Allemagne (BVMI)  | Or            | 1984         | 250 000 |
| France (SNEP)     | Or            | 1984         | 728 000 |
| Royaume-Uni (BPI) | Argent        | 29 juin 1984 | 200 000 |

## Version de Sheila
Sheila a enregistré Self Control en 1999 en anglais et également dans une adaptation en français. Elle les a publiées sur son album Dense.

## Version des Royal Gigolos
Singles de Royal Gigolos
No Milk Today
(2004) Tell It to My Heart
(2006)
Pistes de Musique Deluxe
No milk today
(2) Somebodys watching me
(4)
En 2005, le groupe allemand Royal Gigolos reprend la chanson, le single est extrait de l'album studio Musique Deluxe (2005).

### Liste des pistes
CD maxi
1. Self Control (D.O.N.S. single mix) — 3:42
2. Self Control (single version) — 3:46
3. Self Control (extended version) — 5:05
4. Self Control (D.O.N.S. remix) — 6:18
5. Self Control (Swen G° remix) — 6:32
6. Somebody's Watching Me (single version) — 3:17
7. Somebody's Watching Me (extended version) — 4:27
8. Somebody's Watching Me (DJ Tyson club mix) — 6:36
9. Self Control (video)

### Classements
| Classement (2005–2006)             | Meilleure position |
| ---------------------------------- | ------------------ |
| Allemagne (Media Control AG)       | 67                 |
| Autriche (Ö3 Austria Top 40)       | 42                 |
| Danemark (Tracklisten)             | 17                 |
| Finlande (Suomen virallinen lista) | 14                 |
| Pays-Bas (Single Top 100)          | 49                 |
| Suisse (Schweizer Hitparade)       | 90                 |

## Version d'Infernal
Singles de Infernal
Ten Miles
(2006) I Won’t Be Crying
(2007)
Clip vidéo
[vidéo] « "Self Control" », sur YouTube
En 2006, le groupe danois Infernal a sorti une reprise de la chanson le 8 août 2006. La chanson a débuté dans le classement à la 61e place, sur la base des téléchargements uniquement. Le titre est également sorti en Australie, en double face A avec I Won't Be Crying, bien qu'il n'ait pas figuré au hit-parade dans ce pays. Leur enregistrement a atteint le top 10 en Finlande et dans leur pays natal, le Danemark.

### Classements
| Classement (2006-2007)             | Position |
| ---------------------------------- | -------- |
| Danemark (Tracklisten)             | 3        |
| Finlande (Suomen virallinen lista) | 6        |
| Irlande (IRMA)                     | 14       |
| Royaume-Uni (UK Singles Chart)     | 18       |

## Autres versions
La chanson a notamment été reprise par Ricky Martin, Royal Gigolos et Infernal. Une reprise par Malika Ayane est présente dans le film Il Divin Codino : L'art du but par Roberto Baggio (2021).